# 1073
Cette page concerne l'année 1073  du calendrier julien.
L'année 1073 est une année commune qui commence un mardi.

## Événements
- 18 janvier[1] : début du règne de Shirakawa, empereur du Japon. Il parvient à retrouver la réalité du pouvoir. Il abdique  en 1086 mais continue à gouverner comme empereur retiré[2].
- Juin - juillet : le Turkmène Atsiz, vassal des Saljûqide prend Jérusalem aux Fatimides après deux ans de siège[3]. Il s’empare de la Palestine à l'exception d'Ascalon et rétablit le sunnisme[4].

- Le roi Vijayabahu (1053-1110) chasse les Chola du Sri Lanka. La capitale du royaume cinghalais est déplacée à Polonnaruwa (royaume de Polonnaruwa)[5].
- Révolte de Roussel de Bailleul, chef des auxiliaires normands de l'armée byzantine d'Orient conduite par le domestique des Scholes Isaac Comnène. Après avoir menacé Constantinople, il est vaincu en 1074 par Alexis Comnène[6].

### Europe
- 22 mars[7] : Iziaslav Ier est chassé de Kiev par ses frères[8]. Il se réfugie en Pologne, puis en Allemagne où il demande sans succès l’aide du pape Grégoire VII.

- 22 avril : élection du pape Grégoire VII, sacré le 29 juin après le consentement de l'empereur (fin du en pontificat en 1086)[9]. Il succède à Alexandre II. Hildebrand, réformateur est porté au pontificat par la vague populaire (réforme grégorienne). En 1075 commence la querelle des Investitures laïques[10].
- 29 avril : première mention de Nancy[11].

- 1er mai : bulle d'érection du monastère de Grandmont fondé par Étienne de Thiers autour duquel se développe un ordre[12].

- 29 juin : l'empereur Henri IV convoque les grands de Saxe[13] dans son château de Goslar pour délibérer sur leurs affaires ; il les fait attendre dans son antichambre et ne les reçoit pas[14].

- 9 juillet : le pape Grégoire VII reçoit les envoyés de l'empereur byzantin Michel VII Doukas qui lui demande une aide militaire contre les Turcs ; le patriarche de Grado Dominique est désigné comme légat pour apporter la réponse à Constantinople[15].
- Juillet : les seigneurs saxons jurent dans une assemblée tenue à Haldensleben de venger l'affront de l'empereur et rassemblent une armée de 60 000 hommes, qui marche sur Goslar en août. Ils envoient des députés à Henri pour lui demander l'exemption du service contre la Pologne, la démolition des forteresses érigées en Saxe, la libération du duc Magnus et la restitution de ses biens, la cessation de la résidence de la cour en Saxe, l'éloignement de ses mauvais conseillers, le renvoi de ses concubines et sa réconciliation avec la reine. Ils menacent de le déclarer ennemi de l'Empire s'il n'accède à leurs demandes. La réponse équivoque de l'empereur provoque le soulèvement général de la Saxe (fin en 1075)[14].

- 10 août[16] : Henri IV est assiégé à Harzburg par les Saxons puis se réfugie à Eschwege en Hesse, puis a Hersfeld[17].
- 18 août[18] : Henri IV rassemble les princes[19] convoqués pour l'expédition de Pologne à Cappel, près d'Hersfeld  et sollicite leur assistance ; la majorité des princes estime qu'ils ne sont pas assez fort pour marcher contre les Saxons et décide de se rassembler le 6 octobre de la même année avec des forces suffisantes[17] à Breitenbach sur la Fulda[14]. Pendant ce temps les Saxons s'allient avec les Thuringes, et continuent à assiéger les châteaux royaux.

- 13 septembre : entrevue avec les Saxons à Hohenbourg sur l'Unstrut, négociée par les archevêques Annon de Cologne et Sigefroi de Mayence. Ils obtiennent la convocation d'une diète pour examiner leurs griefs le 20 octobre à Gerstungen sur la Werra[14].

- 20 octobre : diète de Gerstungen, à laquelle l'empereur Henri IV ne parait pas ; ses envoyés[20] entrent dans la confédération avec les Saxons et décident d'élire  Rodolphe à la place d'Henri. Ce plan doit être exécuté dans une assemblée que l'archevêque convoque à Mayence, mais Henri le déjoue en paraissant a Worms avec une armée constitué par la bourgeois de la ville (décembre)[14].

- Novembre : 
  - Les habitants d'Amalfi offrent leur ville à Robert Guiscard à la mort de leur duc Serge[21]. Robert Guiscard accepte et prend possession du duché d'Amalfi en 1074.
  - Début d'un hiver très rigoureux dans les Pays-Bas, la France et l'Angleterre (fin en avril 1075)[22].

- Expédition d'Eble de Roucy en Aragon contre les Maures[23].